# Selenops melanurus
Selenops melanurus är en spindelart som beskrevs av Cândido Firmino de Mello-Leitão 1923. 
Selenops melanurus ingår i släktet Selenops och familjen Selenopidae. Inga underarter finns listade i Catalogue of Life.